# Karlıova (district)
Karlıova is een Turks district in de provincie Bingöl en telt 32.147 inwoners (2007). Het district heeft een oppervlakte van 1310,9 km². Hoofdplaats is Karlıova.
De bevolkingsontwikkeling van het district is weergegeven in onderstaande tabel.
| 1997   | 2000   | 2007   |
| ------ | ------ | ------ |
| 30.771 | 32.421 | 32.147 |